# USS Enterprise (CVN-80)
«Ентерпрайз» (англ. USS Enterprise (CVN-80))) — планований американський авіаносець типу «Джеральд Р. Форд», що має замінити авіаносці класу «Німіц». 
Це дев'ятий корабель загалом і третій авіаносець з такою назвою у складі ВМС США.

## Історія створення
1 грудня 2012 року Міністр військово-морських сил США Рей Мебус повідомив, що планований авіаносець CVN-80 отримає назву «Ентерпрайз».
Корабель був замовлений 23 травня 2016 року. Його має збудувати корпорація Huntington Ingalls Industries, Ньюпорт-Ньюс, штат Вірджинія.
Закладка судна запланована на лютий 2022 року, спуск на воду — листопад 2025 року.
Авіаносець має вступити у стрій у 2028 році.
28 серпня 2022 року відбулась офіційна церемонія закладки судна. Хрещеними матерями нового корабля стали олімпійські чемпіонки Сімона Байлс та Кейті Ледекі.